# Harogere, Sira
Harogere là một làng thuộc tehsil Sira, huyện Tumkur, bang Karnataka, Ấn Độ.